# Baikonur

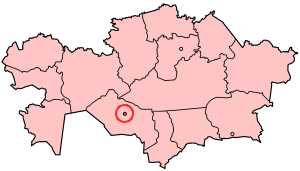
Localização de Baikonur

Baikonur (Байқоңыр, em cazaque; Байконур, em russo), antigamente conhecida como Leninsk, é uma cidade do Cazaquistão administrada pela Rússia. A cidade foi construída para abrigar os trabalhadores do Cosmódromo de Baikonur.